# 平成 (小惑星)
平成(4290 Heisei)は、1989年10月30日に関勉が高知県芸西村で発見した小惑星である。日本で1989年1月8日より使われた元号の平成にちなんで命名された。